# 蕭忽古
蕭忽古（11世纪—1077年），遼朝（契丹）軍人，字阿斯憐，蕭敵烈的族子。
蕭忽古性格忠直，腿脚敏捷有膂力。成人後，入禁軍。咸雍初年，他在招討使耶律趙三属下攻打反抗遼朝的番部。番部归降时，使者可以跃駝峰而上。耶律趙三为左右谁能如此，萧忽古穿着重鎧，飛上駝峰，使者大驚。耶律趙三把女儿嫁给萧忽古。辽道宗听说，召为护卫。当时北院枢密使耶律乙辛专权朝廷，萧忽古藏在橋下，等耶律乙辛通过时，殺了他。当时暴風雨毁橋，暗殺计划不果。後想要在狩猎場殺他，被親友阻止。太康三年（1077年），再想要殺死耶律乙辛和蕭得裏特，被耶律乙辛察知将他捕拿，流放边境。皇太子耶律濬被废在上京臨潢府，耶律乙辛召蕭忽古到达，殺了他。乾統初年，追贈龍虎衛上将軍之位。

## 延伸阅读
[在维基数据编辑]
 《遼史·卷99》，出自脱脱《遼史》